# 松紳
『松紳』（まつしん）は、2000年10月5日から2006年3月30日まで日本テレビ系列で放送されたトーク番組。出演は、島田紳助とダウンタウンの松本人志。
当初は広島テレビ制作の『松本紳助』（まつもとしんすけ）としてスタートし、「ZZZ」枠などで放送された。2003年4月より日本テレビ制作に移行された（その後も広島テレビや読売テレビのスタッフも一部関わった）。

## 概要
紳助と松本のアドリブトークや、スタッフや視聴者から出されたお題・悩み相談に基づいたトークが中心。女性アイドルのオーディションなどトークから発展した企画も行った。
2003年頃からは30分間トークを番組の基本形態としながらも、番組初のロケを実施してイカ釣りをしたり、視聴者から募った「メルヘンチックな話」をVTR形式で紹介、それをもとにトークするという変則的な形態で番組を行うことが多かった。また、「メルヘンチックな話コーナー」ではVTRの内容をそのまま受け取る松本に対し、紳助がVTR中の人物の言動の裏に秘められた意味を解説する事が多かった。
2006年3月23日には初のゴールデン特番「松本紳助ゴールデン!」（21:15 - 23:09）が放送された。また、番組は2006年3月いっぱいをもって終了すると同年3月3日の放送（関東）で発表された。
スタジオセットは何度かマイナーチェンジはしているものの、一貫してレストランの窓側の席をイメージしたセットとなっている。
番組初期からアイスコーヒーなどを飲みながら収録している。初期の頃はセット前方に飲み物が置いてあり、オープニングで自分たちで準備している様子が見られた。また同じように初期の頃は喫煙していたが、番組後期では本人たちが禁煙につとめたことなどもあるせいか喫煙はほとんど見られない。

## 出演者
- 島田紳助
- 松本人志（ダウンタウン）

## エピソード
- 『松本紳助』という番組名について松本が「自分の名前が先輩の名前よりも上にくるのは気を遣う」と発言したが、それに対して紳助は「『島田人志』やったら何の番組かわからない」と返答したことがある。後に番組名は『松紳』に改題された。
- 何度か番組内で、沖縄県宮古島産の完熟マンゴーが紹介され、それがきっかけで一時的なマンゴーブームも巻き起こした。また、ルタオの「ドゥーブル・フロマージュ」も、あまり好んで洋菓子を食することのない紳助が「これは美味い！」と絶賛、人気に火がついた（放送後、紳助がもう一度買おうと注文したところ2週間待ちと言われた）。後日、「時間が時間だけに美味そうに見えるしな」と冗談交じりに語っていた。
- 2004年10月に紳助が女性マネージャーに対する傷害事件を起こし、番組を一時降板していた期間は松本とプライベートで親交の深い木村祐一、千原兄弟の千原ジュニアや東野幸治が代役を務めた。
- 番組開始当初から紳助・松本とスタッフによる打ち合わせはほとんど行われておらず、ほぼぶっつけ本番で収録されていた。特に食べ物の企画の際は、知らずに食事を済ませたり、友人と食事の約束をした後の収録において企画内容を説明されるので、「おいしく食べられない」と嘆く2人の姿があった。「松本紳助ゴールデン!」でさえ、本番が始まってから急遽打ち合わせを始めるほどであった。最終的には、紳助から「この番組は（スタジオに）来るのが仕事や」と言われたこともあった。
- 打ち合わせをしていないので、トークテーマなどが出てくる背景のスライドが出るタイミングが2人のトークにかぶることがある。紳助は出てくるスライドにぶつかったり、話している最中にスライドが引っ込んだことがあり、「スタッフ、俺たちの話聞いてへん！」と食ってかかったことがある。また収録終了の音楽が鳴るタイミングもスタッフが判断しているため、何度か2人の抗議で音楽を止めてトークを続けたことがある。
- 初期から収録体系は1収録2本撮りを一貫しており、音楽が流れて退場した場合は一応上着などを替えているが、ズボンなどはそのままである。場合によっては1本目で退場せずにそのまま2本目として放送されていることもあり、その場合は番組冒頭に入場がなく2人は始めからセットに座っている。以前に松本がこのことをネタにして収録2本目と思われる番組内でお茶を指差し「これ多分さっきのお茶ですよ」と言ったことがある。
- 番組で明かされた中では1度だけ松本が急病で収録そのものを延期し、その収録に参加予定だったお客さんを次回の収録時に呼び、通常の2倍の客数で収録したことがある。

## ジングル
オープニングではイントロの一部を使用。エンディングテーマ前のトーク終了の合図としては1コーラス目の途中でフェードアウトされていた。
- シャキーラ 「Ciega, Sordomuda」 (12´full mix) - アルバム「Dónde Están los Ladrones?」の日本版のボーナス・トラックに収録。

## エンディングテーマ
「松本紳助」時代
- VIRUS「CRAZY DOLL」（2000年10月・11月・12月）
- BITE 4 FIGHT「FEAST OF THE BEAST」（2001年1月・2月・3月）
- アナム&マキ「確認」（2001年4月・5月・6月）
- ram jam world「響命～イノチノオト～」（2001年7月・8月・9月）
- GABALL「LIFE OF VIBE」（2001年10月・11月）
- drug store cowboy「鐘は鳴り響く」（2001年12月・2002年1月）
- 広沢タダシ「喜びの歌」（2002年2月・3月）
- SOUL TIGER「Why?」（2002年4月・5月）
- 大森うたえもん「Wedding Eve」（2002年6月・7月）
- PIERROT「PSYCHEDELIC LOVER」（2002年8月・9月）
- 岡村靖幸と石野卓球「come baby」（2002年10月・11月）
- Tetsuya Komuro「FORCE FEEDBACK」（2002年12月・2003年1月）
- THE★SCANTY「LOVEララバイ」（2003年2月・3月）

「松紳」に名義変更
- GREEN BEAR「プレゼンス」（2003年4月・5月）
- CRAVE「Friction」（2003年6月・7月）
- akakage「Weekend Magic」（2003年8月・9月）
- PENPALS「BELIEVE」（2003年10月・11月）
- PENPALS「ROCK YOU BABY」（2003年12月・2004年1月）
- Amy～N～Ryoo「ともだち feat.青葉台精年処女合唱隊」（2004年2月・3月）
- エレファントカシマシ「化ケモノ青年」（2004年4月・5月）
- つばき「雨音」（2004年6月・7月）
- RUN&GUN「BELIEVE」（2004年8月・9月）
- 友近「Tokyo」（2004年10月・11月）
- Splash Candy 「ONLY LOVE」（2004年12月・2005年1月）
- 椿「ヒカリ」（2005年2月・3月）
- Sausage Butterfly Pasta Festa「少年バタフライ」（2005年4月・5月）
- TAKA「LOVE TRAIN」（2005年6月・7月）
- Splash Candy 「Chaos of Love」（2005年8月・9月）
- Variety Various×キングコング梶原「Friends」（2005年10月・11月）
- 高野健一「will」（2005年12月・2006年1月）
- 美月「Discover」（2006年2月・3月）

### エンディング前 募集告知時のテーマ
- 荒井由実 「あの日にかえりたい」

## 放送時間
日本テレビでは金曜（木曜深夜）0:50 - 1:20だが、地域によって放送時間が異なる。（※）は非NNS加盟局。（←なお、四国放送などの一部地域では編成上の理由などでZZZ枠打ち切りをもって番組自体、ネット打ち切りとなった）
- 月曜深夜1:20 - 1:50　中京テレビ
- 火曜深夜0:40 - 1:10　高知放送
- 火曜深夜1:47 - 2:17　南海放送
- 水曜深夜0:59 - 1:29　よみうりテレビ
- 水曜深夜1:20 - 1:50　ミヤギテレビ
- 木曜深夜0:20 - 0:50　札幌テレビ
- 木曜深夜0:50 - 1:20　広島テレビ、福岡放送
- 金曜深夜1:45 - 2:15　北日本放送、琉球放送（※）
- 金曜深夜0:59 - 1:30　テレビ信州
- 土曜深夜1:20 - 1:50　青森放送、テレビ金沢、西日本放送、日本海テレビ

## スタッフ

### 松本紳助時代
- 企画：吉本興業
- 総合演出：白岩久弥（ワイズビジョン）
- ディレクター：金城聖門、西田修、中村崇（中村→以前はワイズビジョンで一時離脱）
- 構成：倉本美津留
- ブレーン：川野将一、本田久就
- 技術：長瀧淳子
- SW：河西純
- CAM：小林正人
- VE：塚本修
- 音声：奈良岡純一
- 照明：長川博
- 編集：本田吉孝
- MA：渡部香
- 音効：中村康治
- 美術：高田保
- デザイン：石附千秋
- イラスト：長谷恭三
- タイトルデザイン：堀内肇
- スタイリスト：高堂のりこ（松本人志担当）、波多野としこ（島田紳助担当）
- ヘアメイク：竹内美紀代
- 美術協力：日本テレビアート
- 技術協力：CRAZY TV、Avid Symphony、ニユーテレス、FLT、サウンドエフェクト、有明スタジオ
- 協力：ウッドオフィス
- 演出：西田二郎（読売テレビ、以前はワイズビジョンでディレクター→プロデューサー）
- プロデューサー：伊藤公樹（吉本興業、以前はAP）、石田結子（ウッドオフィス）
- チーフプロデューサー：杉浦正昭（広島テレビ）
- 制作協力：吉本興業
- 制作著作：広島テレビ

#### 過去のスタッフ（松本紳助時代）
- ディレクター：山下浩史（広島テレビ）、竹谷和樹、加藤伸一 / 堀家寛之
- 技術：森野憲俊
- SW：遠山康之
- CAM：澤田浩
- 音声：篠良一
- 編集：大野大、瀬田直史、斎田秀幸
- MA：稲葉喜大
- 技術協力：有栖川スタジオ、TMCレモンスタジオ
- AP：乾純・斉藤勅之（吉本興業）
- プロデューサー：岡本昭彦（吉本興業）、武野一起（ワイズビジョン）
- 企画・制作協力：ワイズビジョン

### 松紳時代
- 企画：吉本興業
- ディレクター：西田修、中村崇（中村→ビンゴ、以前はワイズビジョンで一時離脱）、吉田昌平
- 構成：倉本美津留
- ブレーン：川野将一、本田久就、下田雄大
- 技術：長瀧淳子
- SW：遠山康之
- CAM：吉川和彦
- VE：佐野雅彦
- 音声：篠良一
- 照明：木下茂幸
- 編集：菊池孝夫、本田吉孝
- MA：渡辺貴代司
- 音効：中村康治、八木賢二郎
- 美術：林健一
- デザイン：大倉聡明
- イラスト：長谷恭三
- タイトルデザイン：堀内肇
- スタイリスト：高堂のりこ（松本人志担当）、波多野としこ（島田紳助担当）
- ヘアメイク：竹内美紀代、柳美保、根本真奈実
- 美術協力：日本テレビアート
- 技術協力：CRAZY TV、Avid Symphony、ニューテレス、FLT、サウンドエフェクト、テイクスタジオ
- 協力：ウッドオフィス
- 演出：西田二郎（読売テレビ、以前はワイズビジョンでディレクター→プロデューサー）
- プロデューサー：鈴木雅人（日本テレビ）、岡本昭彦・森口尚（吉本興業）、石田結子（ウッドオフィス）
- チーフプロデューサー：梅原幹（日本テレビ）
- 制作協力：吉本興業
- 制作著作：日本テレビ

#### 過去のスタッフ（松紳時代）
- ディレクター：金城聖門
- CAM：小林正人
- VE：塚本修
- 音声：奈良岡純一
- 照明：長川博
- 編集：大野大、青木正幸
- MA：渡部香、稲葉喜大
- 美術：高田保
- デザイン：石附千秋、本田恵子
- 技術協力：有明スタジオ
- プロデューサー：中西太（日本テレビ）、杉浦正昭（広島テレビ）、伊藤公樹（吉本興業）
- チーフプロデューサー：城朋子→桜田和之（日本テレビ）

## 書籍
- 松本紳助（2001年12月）
- 裏松本紳助（2002年10月）
- 松紳（2004年6月） - 以上ワニブックスから発売。番組のトークなどをまとめたもの。
- 哲学（2002年3月、幻冬舎） - 2人による書き下ろしエッセイ。